# Aĸigssiaĸ Maniitsoq
Aĸigssiaĸ Maniitsoq (nach neuer Rechtschreibung Aqissiaq Maniitsoq) ist ein grönländischer Fußballverein aus Maniitsoq.

## Geschichte
Aĸigssiaĸ Maniitsoq wurde am 25. Mai 1971 als zweiter Verein der Stadt nach Kâgssagssuk Maniitsoq gegründet. Der Vereinsname bedeutet übersetzt „Schneehuhnküken“.
Der Verein ist erstmals 1972 als Teilnehmer der Grönländischen Fußballmeisterschaft belegt, wo er sich allerdings nicht qualifizieren konnte. Auch für 1977 ist eine Teilnahme belegt, aber es ist unbekannt, ob sich Aĸigssiaĸ für die Schlussrunde qualifizieren konnte. Für 1985 ist erstmals bezeugt, dass sich die Mannschaft für die Schlussrunde qualifizieren konnte, die sie auf Platz 6 abschloss. Die Saison 1987 führte zu einem ähnlichen Resultat, da die Mannschaft auch dort das Halbfinale verpasste. 1990 setzte sich Aĸigssiaĸ Maniitsoq erst gegen den Lokalrivalen Kâgssagssuk durch und überstand auch die Zwischenrunde. In der Schlussrunde qualifizierte sich die Mannschaft für das Halbfinale, das sie gewann, bevor sie sich im Finale geschlagen geben musste. 1991 wiederholte sie dies und wurde erneut Vizemeister. 1992 gelang erneut die Qualifikation für die Schlussrunde und zum dritten Mal in Folge zog der Verein ins Finale ein, wo er diesmal die Meisterschaft gewinnen konnte. In der Folgesaison scheiterte Aĸigssiaĸ jedoch als Gruppenletzter schon in der Qualifikationsrunde. 1994 gelang die Qualifikation wieder und dem Verein gelang der vierte Finaleinzug in fünf Jahren, musste sich aber wieder mit der Vizemeisterschaft begnügen. 1995 verpasste der Verein die Qualifikation und 1998 verlor er sogar alle seine Qualifikationsspiele. Anschließend verzichtete der Verein auf weitere Teilnahmen. Erst 2020 nahm Aĸigssiaĸ Maniitsoq nach über 20 Jahren Pause wieder an der Meisterschaft teil und konnte sich direkt für die Schlussrunde qualifizieren, die jedoch wegen der Coronaviruspandemie abgesagt werden musste.

## Platzierungen bei der Meisterschaft
- 1971: unbekannt
- 1972: nicht qualifiziert
- 1973: unbekannt
- 1974: unbekannt
- 1975: unbekannt
- 1976: unbekannt
- 1977: teilgenommen
- 1978: unbekannt
- 1979: unbekannt
- 1980: unbekannt
- 1981: unbekannt
- 1982: unbekannt
- 1983: unbekannt
- 1984: unbekannt
- 1985: Platz 6 (von 8)
- 1986: unbekannt
- 1987: Platz 5/6 (von 8)
- 1988: unbekannt
- 1989: unbekannt
- 1990: Platz 2 (von 6)
- 1991: Platz 2 (von 6)
- 1992: Meister
- 1993: nicht qualifiziert
- 1994: Platz 2 (von 6)
- 1995: nicht qualifiziert
- 1996: unbekannt
- 1997: unbekannt
- 1998: nicht qualifiziert
- 1999: nicht teilgenommen
- 2000: nicht teilgenommen
- 2001: nicht teilgenommen
- 2002: nicht teilgenommen
- 2003: nicht teilgenommen
- 2004: unbekannt
- 2005: unbekannt
- 2006: unbekannt
- 2007: unbekannt
- 2008: nicht teilgenommen
- 2009: nicht teilgenommen
- 2010: nicht teilgenommen
- 2011: nicht teilgenommen
- 2012: unbekannt
- 2013: unbekannt
- 2014: nicht teilgenommen
- 2015: nicht teilgenommen
- 2016: unbekannt
- 2017: nicht teilgenommen
- 2018: nicht teilgenommen
- 2019: nicht teilgenommen
- 2020: qualifiziert (nicht ausgetragen)
- 2021: teilgenommen (nicht ausgetragen)
- 2022: nicht qualifiziert
- 2023: unbekannt